# Hatten

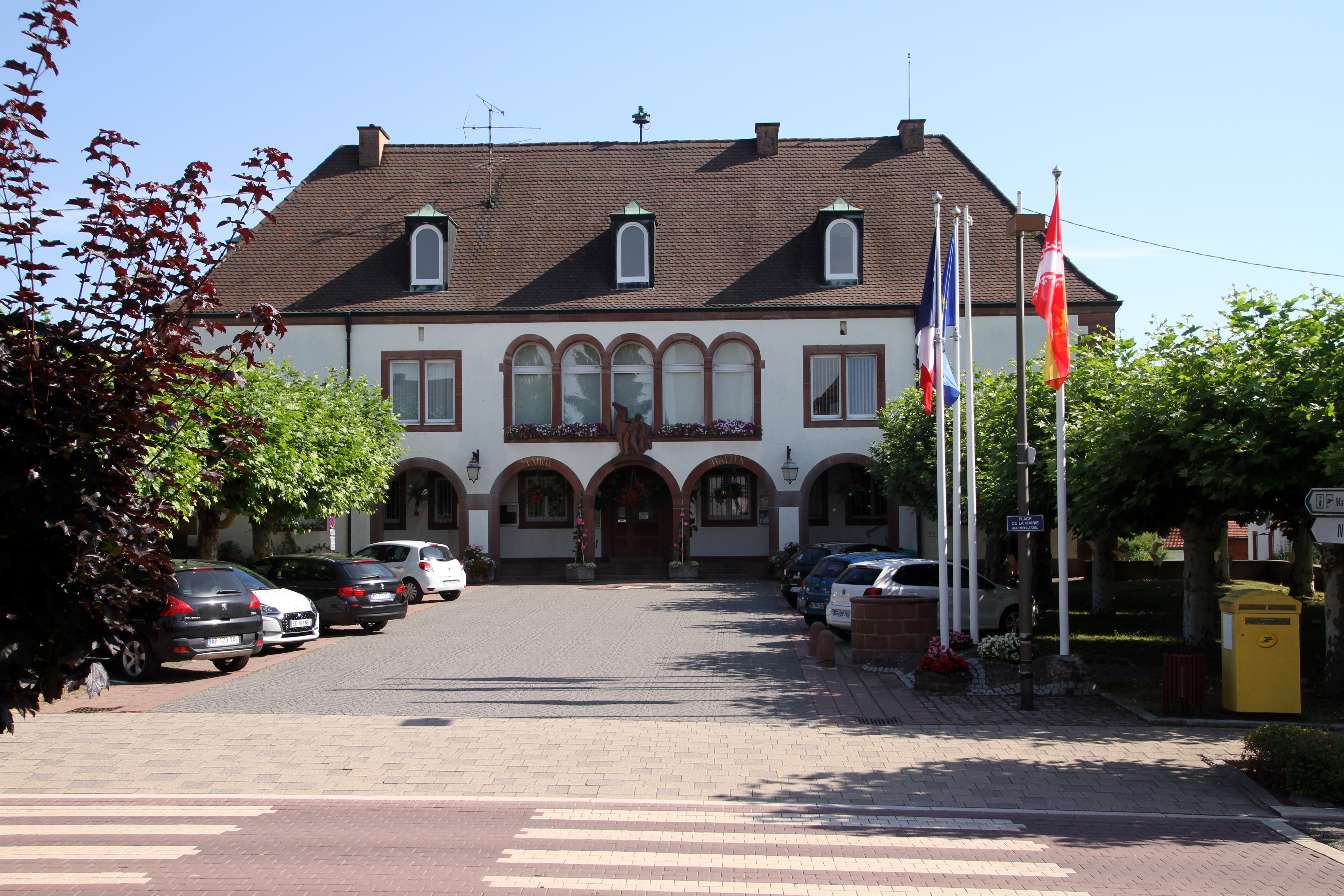
Mairie

Hatten es una localidad y  comuna francesa situada en el departamento de Bajo Rin, en la región de Alsacia. Tiene una población de 1.893 habitantes (según censo de 2005) y una densidad de 100,11 h/km².
Está integrada en la Communauté de communes du Hattgau et environs.

## Demografía
| 1404 | 1513 | 1520 | 1658 | 1691 | 1789 |
| Para los censos de 1962 a 1999 la población legal corresponde a la población sin duplicidades (Fuente: INSEE [Consultar]) |      |      |      |      |      |

## Historia

### Segunda Guerra Mundial
En 1939, los cerca de 1500 habitantes de Hatten, que se encontraba a proximidad de la Línea Maginot fueron evacuados por las autoridades francesas a Châteauponsac, en el departamento de Alto Vienne, abandonanado todos sus bienes, excepto los contenidos en una maleta. Gracias a esta medida, la población no sufrió daños y tras el armisticio, en 1940, pudieron regresar a Alsacia, que sería anexionada al Tercer Reich.
El 13 de diciembre de 1944, tras 4 años de ocupación, la villa fue liberada sin combate por las tropas estadounidenses.
Sin embargo, el 1 de enero de 1945, los alemanes lanzaron una de sus últimas ofensivas, la Operación Nordwind, en una maniobra con objetivo la toma de Estrasburgo. Fue entonces cuando Hatten sufrió durante los combates que se sucedieron del 8 al 20 de enero. La población fue casi totalmente destruida. Tras 12 días de combates, 350 de las 365 viviendas fueron destruidas. Además de 2500 soldados muertos, hubo 83 civiles fallecidos.
Tras la guerra se reconstruyó la población.